# Polyrhaphis olivieri
Polyrhaphis olivieri là một loài bọ cánh cứng trong họ Cerambycidae.